# Metropolia Makassar
Metropolia Makassar – jedna z 10 metropolii Kościoła Rzymskokatolickiego w Indonezji. Została erygowana 3 stycznia 1961.

## Diecezje
- Archidiecezja Makassar
  - Diecezja Amboina
  - Diecezja Manado

## Metropolici
- Nicolas Martinus Schneiders (1948–1973)
- Theodorus Lumanauw (1973–1981)
- Franciscus van Roessel (1988–1994)
- Johannes Liku Ada’ (1994–2024)
- Fransiskus Nipa (od 2024)